# Xasthur (мініальбом)
Xasthur — мініальбом американського блек-метал гурту Xasthur, випущений Moribund Records 15 листопада 2006 р. Трек «Doomed by Howling Winds» також присутній на міні-альбомі A Darkened Winter (2001). Клавішні на «Instrumental»: Blood Moon Ausar. Дизайн: The Old Goat. Мастеринг: Drucifer. У липні 2007 лейбл перевидав реліз на вінилі. Його наклад обмежений, 500 прозорих зелених грамплатівок і 500 чорних.

## Список пісень
| #  | Назва                           | Тривалість |
| -- | ------------------------------- | ---------- |
| 1. | «Instrumental»                  | 6:55       |
| 2. | «Bubonic Plague»                | 6:24       |
| 3. | «Doomed by Howling Winds» ('05) | 10:56      |